# Tilt (album, Cozy Powell)
Tilt (v Japonsku Thunder Storm) je druhé sólové studiové album britského bubeníka Cozy Powella, vydané v roce 1981 u Polydor Records. Na albu se podílela celá řada hostů, mezi které patří například Jeff Beck (The Yardbirds), Gary Moore (Thin Lizzy), Jack Bruce (Cream) nebo Mel Collins (King Crimson). Na albu jsou i dvě skladby, které napsal Jan Hammer, který se na albu hudebně nepodílel.

## Seznam skladeb
| Strana 1 | Strana 1        | Strana 1               | Strana 1 |
| Pořadí   | Název           | Autor                  | Délka    |
| -------- | --------------- | ---------------------- | -------- |
| 1.       | The Right Side  | Gregory, Cook          | 3:50     |
| 2.       | Jekyll & Hyde   | Gregory, Cook          | 4:38     |
| 3.       | Sooner or Later | Gregory, Gantry        | 3:02     |
| 4.       | Living a Lie    | Powell, Marsden, Airey | 5:37     |

| Strana 2       | Strana 2       | Strana 2       | Strana 2 |
| Pořadí         | Název          | Autor          | Délka    |
| -------------- | -------------- | -------------- | -------- |
| 1.             | Cat Moves      | Hammer         | 5:12     |
| 2.             | Sunset         | Moore          | 4:32     |
| 3.             | The Blister    | Moore, Airey   | 4:22     |
| 4.             | Hot Rock       | Hammer         | 4:36     |
| Celková délka: | Celková délka: | Celková délka: | 35:53    |

## Sestava
- Cozy Powell – bicí
- Elmer Gantry – zpěv v „Right Side“, „Jekyll & Hyde“ a „Sooner or Later“
- Frank Aiello – zpěv v „Living a Lie“
- Kirkby Gregory – kytara v „Right Side“, „Jekyll & Hyde“ a „Sooner or Later“
- Bernie Marsden – kytara v „Living a Lie“
- Jeff Beck – kytara v „Cat Moves“ a „Hot Rock“
- Gary Moore – kytara v „Sunset“ a „The Blister“
- Chris Glen – baskytara v „Right Side“, „Jekyll & Hyde“ a „Sooner or Later“
- Neil Murray – baskytara v „Living a Lie“
- Jack Bruce – baskytara v „Cat Moves“
- John Cook – klávesy, Moog Taurus v „The Blister“ a „Hot Rock“
- Don Airey – klávesy v „Sunset“ a „The Blister“
- Mel Collins – saxofon v „The Right Side“
- David Sancious – syntezátor v „Cat Moves“